# Clube Asas do Atlântico

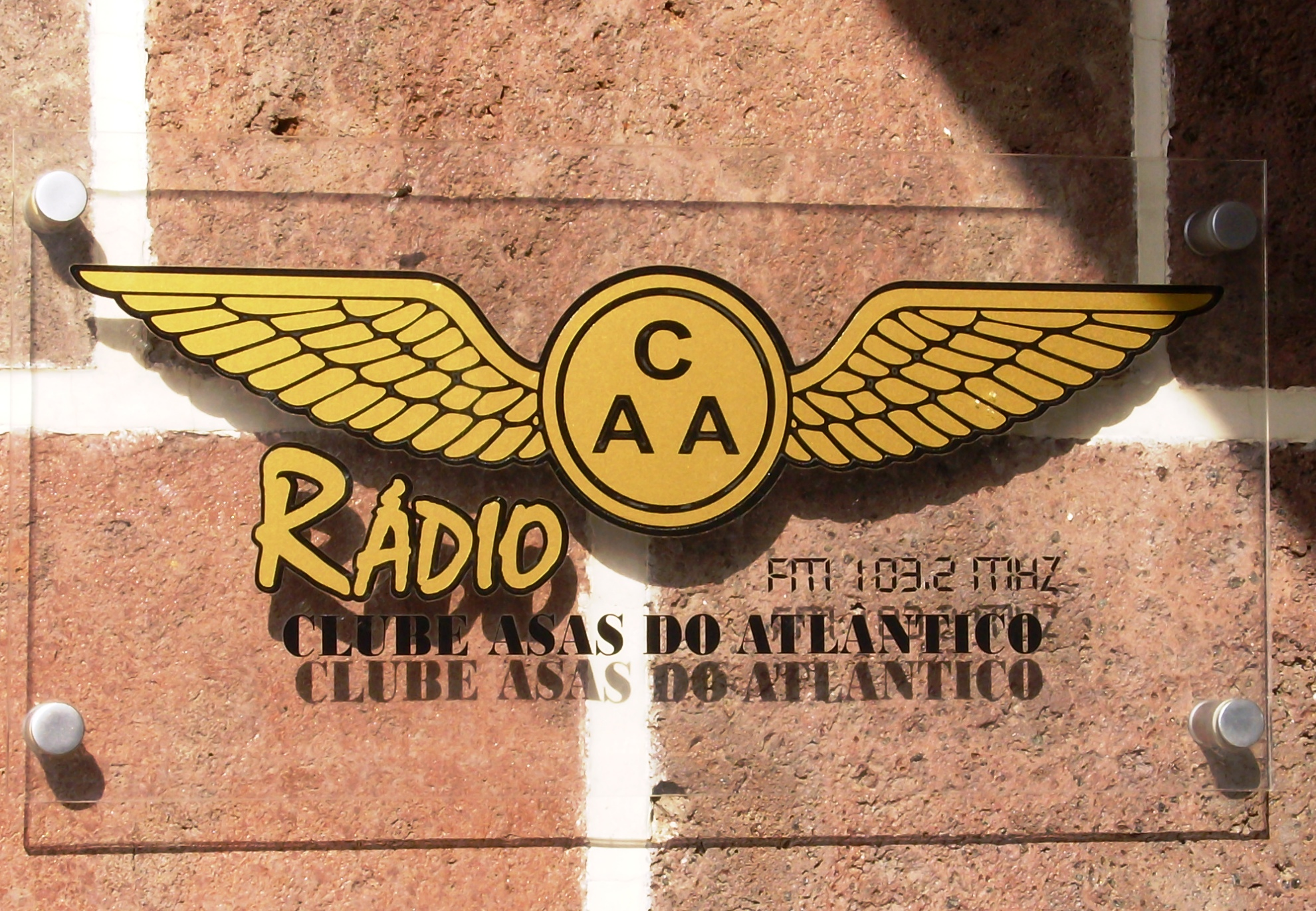
Rádio Clube Asas do Atlântico: placa identificativa.

O Clube Asas do Atlântico é uma associação cultural, desportiva e recreativa portuguesa. Dá o nome a uma emissora de rádio, a rádio "Clube Asas do Atlântico" (FM 103,2 MHz).
Localiza-se na freguesia da Vila do Porto, concelho da Vila do Porto, na ilha de Santa Maria, nos Açores, constituindo-se no mais importante da ilha.

## História
O programa "Bom dia Açores" permaneceu no ar mais de 40 anos. O seu locutor, António Valente (1950-2015), foi o mais antigo em serviço contínuo no país.
Em anos mais recentes, a Secção de Automobilismo e Karting do Clube, tem promovido o Rallye de Santa Maria, prova automobilística consagrada, integrada no Campeonato de Rallyes da Região, a contar para o Campeonato Nacional da Modalidade.